# Гней Генуций Авгурин
Гней Генуций Авгурин (на латински: Gnaeus Genucius Augurinus) e консулски военен трибун на Римската република през 399 и 396 пр.н.е.
Той произлиза от патрицииската фамилия Генуции и вероятно е внук на Марк Генуций Авгурин, (консул 445 пр.н.е.).